# For fuld musik
For fuld musik (fransk: En fanfare) er en fransk dramafilm fra 2024, der er instrueret af Emmanuel Courcol. Den handler om den verdensberømte dirigent Thibaut, der pludselig opdager, at han har en ukendt bror Jimmy, der spiller basun i et lille lokalt orkester.
Emmanuel Courcol udforsker temaer som social arv og klasseforskelle, samtidig med at han fremhæver musikkens samlende kraft.

## Handling
Thibaut Desormeaux er en berømt dirigent, der arbejder over hele verden. Midt i livet, efter en besvimelse under en prøve, får han diagnosen leukæmi. Han har derfor brug for en knoglemarvsdonor. Da søskende er kendt for at være de ideelle knoglemarvsdonorer, håber han, at hans søster vil redde hans liv. Men efter undersøgelsen viser det sig, at hans søster er adopteret og har en yngre bror, Jimmy Lecocq. 
Han besøger broderen i Walincourt i det nordlige Frankrig i håb om, at han vil donere sin knoglemarv til ham. Hans bror nægter først at høre tale om det og siger: "Jeg har ikke en bror, jeg har intet med det at gøre." Men efter forbøn fra sin mor, som ikke er hans biologiske mor, indser han, at han også er adopteret, og accepterer donationen. 
De to brødre kunne ikke være mere forskellige. Jimmy er dog også musikalsk og spiller basun i byens brassband. Thibaut er imponeret over sin brors musikalske talent og vil hjælpe ham med at udvikle det, så han kan følge sit hjerte. Han skal vinde en national konkurrence med det lille orkester.

## Medvirkende
- Benjamin Lavernhe som Thibaut Desormeaux
- Pierre Lottin som Jimmy Lecocq
- Sarah Suco som Sabrina
- Jacques Bonnaffé som Gilbert Woszniak
- Ludmila Mikaël som Madame Desormeaux

## Modtagelse
Informations anmeldelse mente, at filmen var lidt for forceret i sit forsøg på at skabe en hjertevarm stemning, og at den først i slutscenen, som var en sød grande finale, blev til en egentlig feelgoodfilm. Filmmagasinet Ekko tildelte filmen fem stjerner ud af seks mulige og mente, at den var fuld af underfundig blidhed og en venlighed, som gik igen i alt, og at den var smuk i sin insisteren på en balance imellem de to brødre. I Jyllands-Posten kaldte anmelderen filmen for fin og rørende, men savnede, at filmen afveg lidt mere fra feelgood-filmens faste standardopbygning. Hun tilføjede, at filmens musikalske afslutning sikrede filmen anmeldelsens fjerde stjerne.